# 桜川忠七
桜川 忠七（さくらがわ ちゅうしち、1889年9月20日 - 1961年7月19日）は、日本の俳優、幇間。本名は浜野 夏次郎（はまの なつじろう）。

## 来歴・人物
1889年9月20日、千葉県印旛郡佐倉町（現在の同県佐倉市）に生まれる。父・虎蔵は元佐倉藩の武士で、明治維新後、新政府のもとで判事となる。母は杵屋三重吉である。
1894年、父の大酒が原因で脳を患い失職したため生活が苦しくなり、家族と共に上京。浅草区山谷元吉町（現在の東京都台東区）に移住する。1896年、千束小学校（現在の台東区立千束小学校）に入学するが、1897年に中退。麹町の西洋野菜屋を経て神田・楽隊屋になるが続かず、家に戻る。母に長唄を習っていた芸者の使い走りで廓に出入りするようになったのがきっかけで、引手茶屋の事務所の茶屋回りとなる。
1908年、幇間の桜川忠孝に弟子入りする。年季奉公5年、御礼奉公1年の後に一本立ちして、1917年に常磐木倶楽部と日本橋倶楽部で名披露目式を行い、桜川忠七と名乗る。以後も幇間として活動し、戦後は長老格として最後の江戸情緒を守った。その軽妙洒脱な芸を買われ、三越名人会で『獅子舞い』を踊ったのを始め、新派・花柳章太郎の舞台『遊女夕霧』に出演し、マスコミの対談など数多くの表舞台でも活躍した。
映画も戦後から出演するようになり、1955年の五所平之助監督映画『たけくらべ』で吉原の幇間役を演じたほか、『おしゃべり社長』『妖刀物語 花の吉原百人斬り』など、ほぼ同様の役柄で出演。川口松太郎、久保田万太郎、吉井勇などの文人や政財界人の贔屓も多く、「吉原の名物男」として広く知られた。また、著書に芸談『たいこもち』（朱雀社）がある。
1961年7月19日、死去した。満71歳没。

## 出演作品

### 映画
- たけくらべ（1955年、新東宝） - 吉原の幇間
- おしゃべり社長（1957年、東京映画）
- 妖刀物語 花の吉原百人斬り（1960年、東映京都） - 幇間

### テレビ
- 浅草ばなし（1955年、日本テレビ）
- シャープクライマックス 人生はドラマだ
  - 第4回（1959年、日本テレビ）